# الکساندرا کرونداکیچ
الکساندرا کرونداکیچ (سیریلیک صربی: Александра Црвендакић؛ زادهٔ ۱۷ مارس ۱۹۹۶) بازیکن بسکتبال اهل صربستان است.
از باشگاه‌هایی که در آن بازی کرده‌است می‌توان به اشاره کرد.
وی در مسابقات کشوری و بین‌المللی در مجموع برندهٔ ۴ مدال برنز شده‌است.